# NGC 6147
NGC 6147 је спирална галаксија у сазвежђу Херкул која се налази на NGC листи објеката дубоког неба.
Деклинација објекта је + 40° 55' 44" а ректасцензија 16h 25m 5,8s. Привидна величина (магнитуда) објекта NGC 6147 износи 15,2 а фотографска магнитуда 16,0. NGC 6147 је још познат и под ознакама MCG 7-34-23, PGC 58077.